# Cees de Vreugd
Cees de Vreugd, także Kees (ur. 9 marca 1952 w Katwijk, zm. 7 października 1998) – holenderski trójboista siłowy i strongman. Jego wymiary zarejestrowane w 1985 roku - wzrost 185 cm i masa ciała 142 kg.
Mieszkał w mieście Katwijk aan Zee w prowincji Holandia Południowa. W 1998 roku zmarł na atak serca, pochowany został na cmentarzu Duinrust w Katwijk.

## Osiągnięcia strongman
- 1982

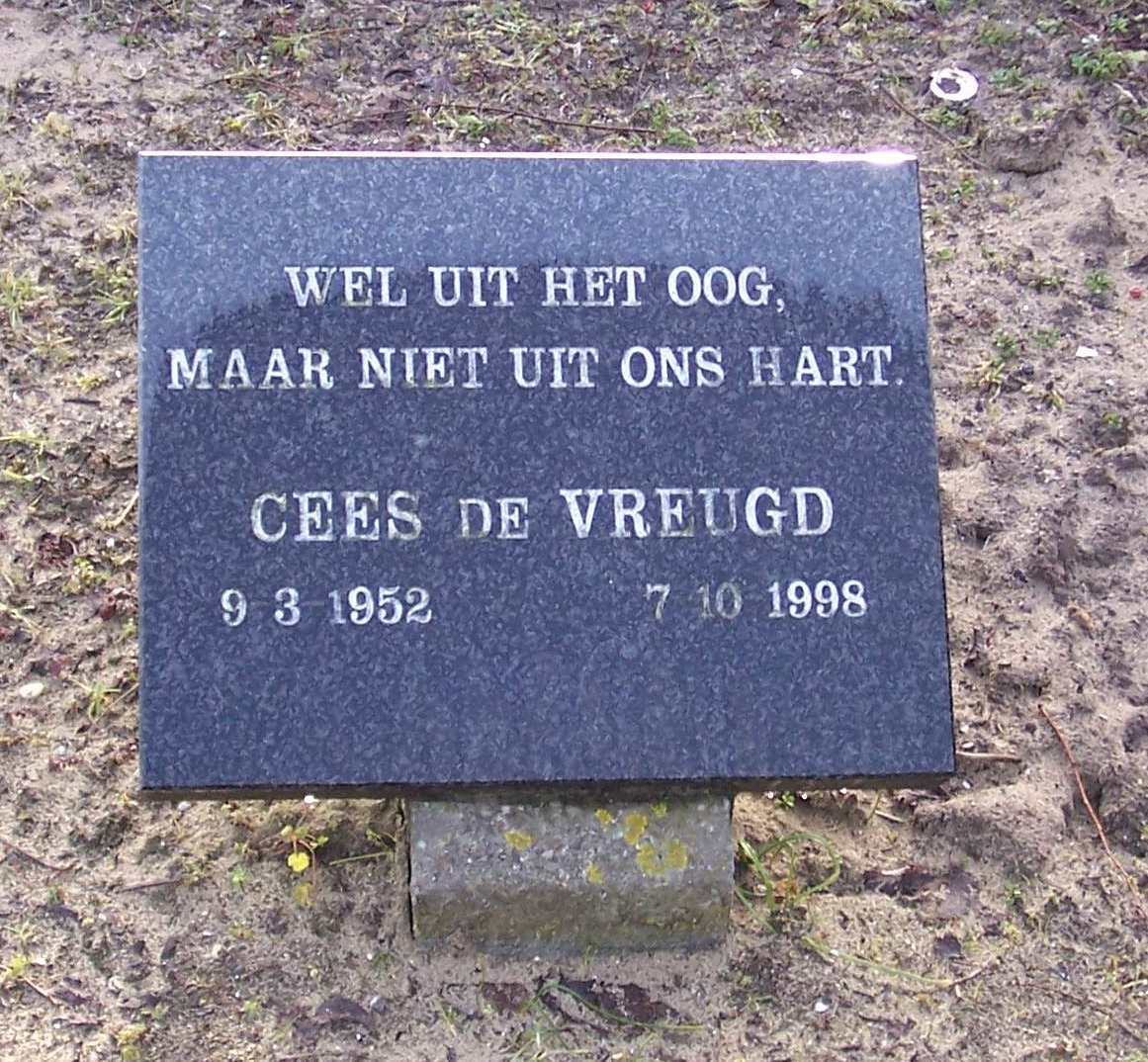
Cees de Vreugd, nagrobek.

  - 4. miejsce - Mistrzostwa Holandii Strongman[2]
- 1983
  - 4. miejsce - Mistrzostwa Europy Strongman 1983 (kontuzjowany)
- 1984
  - 2. miejsce - Mistrzostwa Holandii Strongman
- 1985
  - 3. miejsce - Mistrzostwa Świata Strongman 1985

## Trójbój siłowy
- 1985
  - Pierwszy Europejczyk, który osiągnął 1000 kg w trójboju siłowym[3][4].